# Efecte Josephson

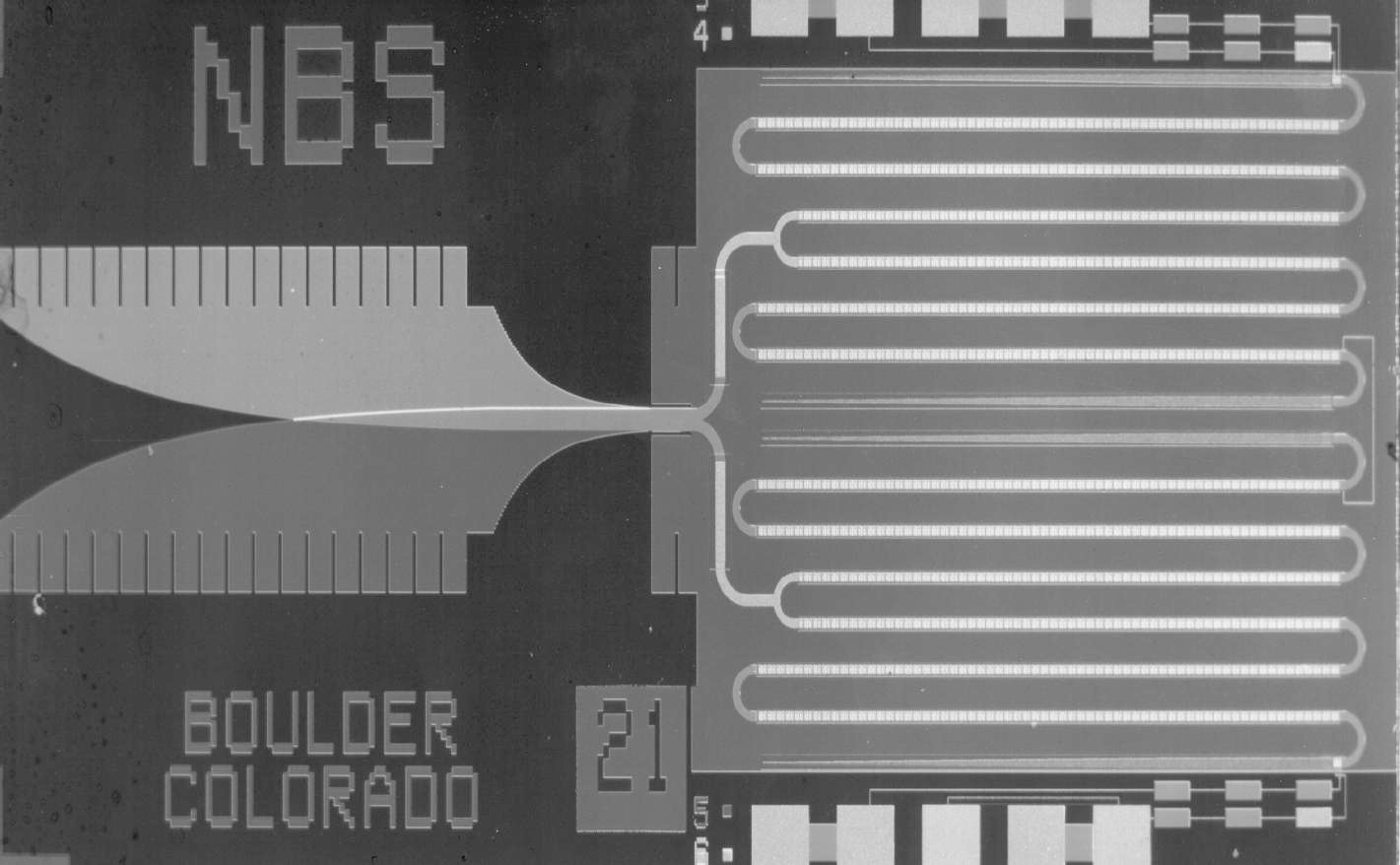
Xip de matriu d'unió Josephson desenvolupat pel Institut Nacional d'Estàndards i Tecnologia com a volt estàndard

En física, l'efecte Josephson és un fenomen que es produeix quan dos superconductors es col·loquen a prop, amb alguna barrera o restricció entre ells. És un exemple d'un fenomen quàntic macroscòpic, on els efectes de la mecànica quàntica són observables a escala ordinària, més que no atòmica. L'efecte Josephson té moltes aplicacions pràctiques perquè presenta una relació precisa entre diferents magnituds físiques, com ara la tensió i la freqüència, facilitant mesures molt precises.
L'efecte Josephson produeix un corrent, conegut com a supercorrent, que flueix contínuament sense cap tensió aplicada, a través d'un dispositiu conegut com a unió Josephson (JJ). Consten de dos o més superconductors acoblats per un enllaç feble. L'enllaç feble pot ser una fina barrera aïllant (coneguda com a unió superconductor-aïllant-superconductor, o S-I-S), una secció curta de metall no superconductor (S-N-S) o una constricció física que debilita la superconductivitat en el punt de contacte (S-c-S).
Les unions Josephson tenen aplicacions importants en circuits mecànics quàntics, com ara SQUID, Qbits superconductors i electrònica digital RSFQ.
L'estàndard NIST per a 1 volt s'aconsegueix mitjançant una matriu de 20.208 unions Josephson en sèrie.

## Història
L'efecte Josephson rep el nom del físic britànic Brian David Josephson, que va predir l'any 1962 les relacions matemàtiques entre el corrent i la tensió a l'enllaç feble. L'efecte Josephson continu s'havia vist en experiments anteriors a 1962, però s'havia atribuït a «súper curtes» o ruptures a la barrera aïllant que conduïen a la conducció directa d'electrons entre els superconductors. El primer article que va afirmar el descobriment de l'efecte Josephson i que va fer les comprovacions experimentals necessàries va ser el de Philip Anderson i John Rowell. Aquests autors van rebre patents sobre els efectes que mai es van fer complir, però que mai van ser impugnats.
Abans de la predicció de Josephson, només se sabia que els electrons únics (és a dir, no aparellats) poden fluir a través d'una barrera aïllant, mitjançant el túnel quàntic. Josephson va ser el primer a predir el túnel dels parells de Cooper superconductors. Per aquest treball, Josephson va rebre el Premi Nobel de Física l'any 1973.

## Aplicacions
Els tipus d'unió Josephson inclouen la unió φ Josephson (de la qual la unió π Josephson és un exemple especial), la unió llarga de Josephson i la unió túnel superconductora. Un «pont de Dayem» és una variant de pel·lícula fina de la unió Josephson en la qual l'enllaç feble consisteix en un cable superconductor amb unes dimensions a l'escala d'uns pocs micròmetres o menys. El recompte d'unions Josephson d'un dispositiu s'utilitza com a referència per la seva complexitat. L'efecte Josephson ha trobat un ampli ús, per exemple en les àrees següents:

El símbol elèctric d'una unió Josephson

- Els SQUID (dispositius d'interferència quàntica superconductora), són magnetòmetres molt sensibles que operen mitjançant l'efecte Josephson. Són àmpliament utilitzats en ciència i enginyeria.

- En metrologia de precisió, l'efecte Josephson proporciona una conversió exactament reproduïble entre freqüència i voltatge. Com que la freqüència ja està definida de manera precisa i pràctica per l'estàndard de cesi, l'efecte Josephson s'utilitza, per a la majoria de propòsits pràctics, per donar la representació estàndard d'1 volt, l'estàndard de tensió Josephson.

- Els transistors d'electró únic es construeixen sovint amb materials superconductors, la qual cosa permet utilitzar l'efecte Josephson per aconseguir efectes nous. El dispositiu resultant s'anomena «transistor superconductor d'electró únic».[9]

- L'efecte Josephson també s'utilitza per a les mesures més precises de càrrega elemental en termes de la constant de Josephson i la constant de von Klitzing que està relacionada amb l'efecte Hall quàntic.

- L'electrònica digital RSFQ es basa en unions Josephson derivades. En aquest cas, l'esdeveniment de commutació d'unió s'associa a l'emissió d'un quàntum de flux magnètic {\displaystyle \scriptstyle {\frac {1}{2e}}h} que transporta la informació digital: l'absència de commutació equival a 0, mentre que un esdeveniment de commutació porta un 1.

- Les unions Josephson són integrals en la computació quàntica superconductora com a Qbits com en un Qbit de flux o altres esquemes on la fase i la càrrega actuen com a variables conjugades.[10]

- Els detectors d'unió de túnels superconductores (STJ) poden convertir-se en un substitut viable dels CCD (dispositius acoblats de càrrega) per al seu ús en astronomia i astrofísica en pocs anys. Aquests dispositius són efectius en un ampli espectre, des de l'ultraviolat fins a l'infraroig, i també en els raigs X. La tecnologia s'ha provat al telescopi William Herschel a l'instrument SCAM.

- Quiterons i dispositius de commutació superconductors similars.

L'efecte Josephson també s'ha observat en dispositius d'interferència quàntica d'heli superfluid (SHeQUID), l'anàleg d'heli superfluid d'un dc-SQUID.

## Les equacions de Josephson

Diagrama d’una sola unió de Josephson. A i B representen superconductors i C la unió feble entre ells

L'efecte Josephson es pot calcular utilitzant les lleis de la mecànica quàntica. A la dreta es mostra un diagrama d'una única unió Josephson. Suposem que el superconductor A té un paràmetre d'ordre de Ginsburg-Landau {\displaystyle \psi _{A}={\sqrt {n_{A}}}e^{i\phi _{A}}} i el superconductor B {\displaystyle \psi _{B}={\sqrt {n_{B}}}e^{i\phi _{B}}}, que es pot interpretar com les funcions d'ona dels parells de Cooper en els dos superconductors. Si la diferència de potencial elèctric a través de la unió és {\displaystyle V}, aleshores la diferència d'energia entre els dos superconductors és {\displaystyle 2eV}, ja que cada parell de Cooper té el doble de càrrega d'un electró. Per tant, l'equació de Schrödinger per a aquest sistema quàntic de dos estats és:
{\displaystyle i\hbar {\frac {\partial }{\partial t}}{\begin{pmatrix}{\sqrt {n_{A}}}e^{i\phi _{A}}\\{\sqrt {n_{B}}}e^{i\phi _{B}}\end{pmatrix}}={\begin{pmatrix}eV&K\\K&-eV\end{pmatrix}}{\begin{pmatrix}{\sqrt {n_{A}}}e^{i\phi _{A}}\\{\sqrt {n_{B}}}e^{i\phi _{B}}\end{pmatrix}},}
on la constant {\displaystyle K} és una característica de la unió. Per resoldre l’equació anterior, primer s'ha de calcular la derivada del temps del paràmetre d’ordre en el superconductor A:
{\displaystyle {\frac {\partial }{\partial t}}({\sqrt {n_{A}}}e^{i\phi _{A}})={\dot {\sqrt {n_{A}}}}e^{i\phi _{A}}+{\sqrt {n_{A}}}(i{\dot {\phi }}_{A}e^{i\phi _{A}})=({\dot {\sqrt {n_{A}}}}+i{\sqrt {n_{A}}}{\dot {\phi }}_{A})e^{i\phi _{A}},}
i per tant l’equació de Schrödinger dona:
{\displaystyle ({\dot {\sqrt {n_{A}}}}+i{\sqrt {n_{A}}}{\dot {\phi }}_{A})e^{i\phi _{A}}={\frac {1}{i\hbar }}(eV{\sqrt {n_{A}}}e^{i\phi _{A}}+K{\sqrt {n_{B}}}e^{i\phi _{B}}).}
La diferència de fase dels paràmetres d'ordre de Ginsburg-Sandau a través de la unió s'anomena fase Josephson:
{\displaystyle \varphi =\phi _{B}-\phi _{A}.}Per tant, l'equació de Schrödinger es pot reescriure com:
{\displaystyle {\dot {\sqrt {n_{A}}}}+i{\sqrt {n_{A}}}{\dot {\phi }}_{A}={\frac {1}{i\hbar }}(eV{\sqrt {n_{A}}}+K{\sqrt {n_{B}}}e^{i\varphi }),}
i la seva equació complexa conjugada és:
{\displaystyle {\dot {\sqrt {n_{A}}}}-i{\sqrt {n_{A}}}{\dot {\phi }}_{A}={\frac {1}{-i\hbar }}(eV{\sqrt {n_{A}}}+K{\sqrt {n_{B}}}e^{-i\varphi }).}
S'ha d'afegir les dues equacions conjugades per eliminar {\displaystyle {\dot {\phi }}_{A}}:
{\displaystyle 2{\dot {\sqrt {n_{A}}}}={\frac {1}{i\hbar }}(K{\sqrt {n_{B}}}e^{i\varphi }-K{\sqrt {n_{B}}}e^{-i\varphi })={\frac {K{\sqrt {n_{B}}}}{\hbar }}\cdot 2\sin \varphi .}
A partir de {\displaystyle {\dot {\sqrt {n_{A}}}}={\frac {{\dot {n}}_{A}}{2{\sqrt {n_{A}}}}}}, s'obté:
{\displaystyle {\dot {n}}_{A}={\frac {2K{\sqrt {n_{A}n_{B}}}}{\hbar }}\sin \varphi .}
Ara, es resta les dues equacions conjugades per eliminar {\displaystyle {\dot {\sqrt {n_{A}}}}}:
{\displaystyle 2i{\sqrt {n_{A}}}{\dot {\phi }}_{A}={\frac {1}{i\hbar }}(2eV{\sqrt {n_{A}}}+K{\sqrt {n_{B}}}e^{i\varphi }+K{\sqrt {n_{B}}}e^{-i\varphi }),}
que dona:
{\displaystyle {\dot {\phi }}_{A}=-{\frac {1}{\hbar }}(eV+K{\sqrt {\frac {n_{B}}{n_{A}}}}\cos \varphi ).}
De la mateixa manera, per al superconductor B podem obtenir això:
{\displaystyle {\dot {n}}_{B}=-{\frac {2K{\sqrt {n_{A}n_{B}}}}{\hbar }}\sin \varphi ,\,{\dot {\phi }}_{B}={\frac {1}{\hbar }}(eV-K{\sqrt {\frac {n_{B}}{n_{A}}}}\cos \varphi ).}
S'ha d'assanyalar que l'evolució de la fase Josephson és {\displaystyle {\dot {\varphi }}={\dot {\phi }}_{B}-{\dot {\phi }}_{A}} i la derivada del temps de la densitat del portador de càrrega {\displaystyle {\dot {n}}_{A}}és proporcional al corrent {\displaystyle I}; la solució anterior produeix les equacions de Josephson:
{\displaystyle I(t)=I_{c}\sin(\varphi (t))(eq.1)}
{\displaystyle {\frac {\partial \varphi }{\partial t}}={\frac {2eV(t)}{\hbar }}(eq.2)}
on {\displaystyle V(t)} i {\displaystyle I(t)} són la tensió a través i el corrent a través de la unió Josephson respectivament, i {\displaystyle I_{c}} és un paràmetre de la unió anomenat corrent crític. L'equació (eq. 1) s'anomena primera relació de Josephson o relació d'enllaç feble corrent-fase, i l'equació (eq. 2) s'anomena segona relació de Josephson o equació d'evolució de la fase superconductora. El corrent crític de la unió Josephson depèn de les propietats dels superconductors i també es pot veure afectat per factors ambientals com la temperatura i el camp magnètic aplicat externament.
La constant de Josephson es defineix com:
{\displaystyle K_{J}={\frac {2e}{h}}\,,}
i la seva inversa és el quàntic de flux magnètic:
{\displaystyle \Phi _{0}={\frac {h}{2e}}=2\pi {\frac {\hbar }{2e}}\,.}
L’equació d’evolució de la fase de superconducció es pot tornar a expressar com:
{\displaystyle {\frac {\partial \varphi }{\partial t}}=2\pi [K_{J}V(t)]={\frac {2\pi }{\Phi _{0}}}V(t)\,.}
Si definim:
{\displaystyle \Phi =\Phi _{0}{\frac {\varphi }{2\pi }}\,,}
A continuació, la tensió a través de la unió és:
{\displaystyle V={\frac {\Phi _{0}}{2\pi }}{\frac {\partial \varphi }{\partial t}}={\frac {d\Phi }{dt}}\,,}
que és molt semblant a la llei d'inducció de Faraday. Però s'ha de tenir en compte que aquesta tensió no prové de l'energia magnètica, ja que no hi ha camp magnètic als superconductors; en canvi, aquesta tensió prové de l'energia cinètica dels portadors (és a dir, els parells de Cooper). Aquest fenomen també es coneix com a inductància cinètica.

## Tres efectes principals

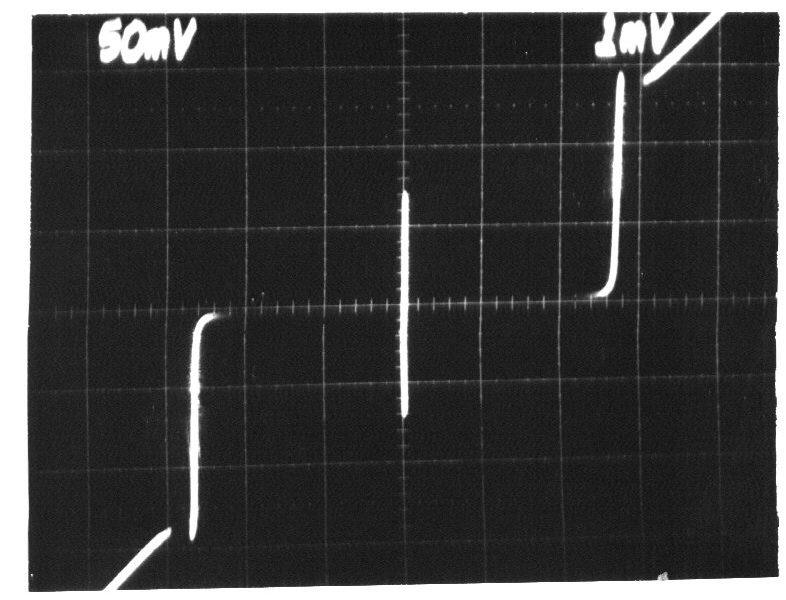
Característica típica I-V d'una unió túnel superconductora, un tipus comú d'unió Josephson. L'escala de l'eix vertical és de 50 μA i la de l'horitzontal és d'1 mV. La barra a representa l'efecte Josephson altern, mentre que el corrent a valors grans de es deu al valor finit de la banda intercalada del superconductor i no es reprodueix per les equacions anteriors.

Les equacions bàsiques que governen la dinàmica de l'efecte Josephson són:
{\displaystyle U(t)={\frac {\hbar }{2e}}{\frac {\partial \phi }{\partial t}}} (equació de l'evolució de la fase superconductora)
{\displaystyle {\frac {}{}}I(t)=I_{c}\sin(\phi (t))} (relació Josephson corrent-fase)
on {\displaystyle \displaystyle U(t)} i {\displaystyle \displaystyle I(t)} són el voltatge i el corrent a través de les unions Josephson, {\displaystyle \displaystyle \phi (t)} és la diferència de fase entre les funcions d'ona en dos superconductors inclosa la unió, i {\displaystyle \displaystyle I_{c}} és una constant, el corrent crític de la unió. El corrent crític és un paràmetre important del dispositiu que pot ser afectat per la temperatura i per un camp magnètic. La constant física {\displaystyle {\frac {h}{2e}}} és el quàntum de flux magnètic, i la seva inversa és la constant de Josephson.
Es diferencien tres tipus d'efectes Josephson principals, l'efecte Josephson continu, l'efecte Josephson altern i l'efecte Josephson altern invers. Aquest efectes havien estat predits per Brian David Josephson el 1962 a partir de la teoria BCS. Aquests treballs li van valdre el premi Nobel de física el 1973 (juntament amb Leo Esaki i Ivar Giaever).

### Efecte Josephson continu
L'efecte Josephson continu s'obté quan s'aplica un camp magnètic a una unió Josephson.
El camp magnètic produeix un desfase entre els parells de Cooper que travessen la unió de manera anàloga a l'efecte Aharonov-Bohm. Aquest desfase pot produir interferències destructives entre els parells de Cooper, això comporta una reducció del corrent màxim que pot travessar la unió. Si {\displaystyle \Phi } és el flux magnètic a través de la unió, tindrem la relació:
{\displaystyle I_{s}^{max}=I_{c}{\frac {\sin {\frac {\pi \Phi }{\Phi _{0}}}}{\frac {\pi \Phi }{\Phi _{0}}}}}
L'efecte Josephson continu és aprofitat als magnetòmetres SQUID (Superconducting Quantum Inteference Device) per mesurar els camps magnètics.

### Efecte Josephson altern
A causa de l'efecte túnel dels parells de Cooper, el corrent superconductor a través de la barrera que separa els superconductors és:
{\displaystyle I_{s}=I_{c}\sin(\phi _{1}-\phi _{2})}
on {\displaystyle I_{c}} és un corrent característic de la unió i {\displaystyle \phi _{1,2}} són 
les fases superconductores dels dos superconductors.
D'altra banda, la fase superconductora essent canònicament relacionada amb el nombre de partícules, obeeix a l'equació del moviment:
{\displaystyle \hbar {\frac {d(\phi _{1}-\phi _{2})}{dt}}=2e(V_{1}-V_{2})}
on {\displaystyle e} és la càrrega de l'electró, i {\displaystyle V_{1}-V_{2}} és la diferència de potencial existent entre els dos superconductors.
Resulta que : {\displaystyle I(t)=I_{c}\sin \left({\frac {2e}{\hbar }}(V_{1}-V_{2})t+\varphi _{0}\right)}
Altrament dit, l'aplicació d'una diferència de potencial comporta oscil·lacions del corrent superconductor a una freqüència {\displaystyle {\frac {2e}{h}}(V_{1}-V_{2})}. El que significa que una unió Josephson pot actuar com un convertidor voltatge→freqüència perfecte.
Així l'efecte Josephson altern proporciona un mitjà per mesurar la relació {\displaystyle e/h}.

### Efecte Josephson altern invers
Radiació de microones d'una sola freqüència (angular) {\displaystyle \omega } pot induir tensions de corrent continu quantificats a través de la unió de Josephson, en aquest cas la fase de Josephson pren la forma {\displaystyle \varphi (t)=\varphi _{0}+n\omega t+a\sin(\omega t)}, i la tensió i el corrent a través de la unió seran:
{\displaystyle V(t)={\frac {\hbar }{2e}}\omega (n+a\cos(\omega t))}
{\displaystyle I(t)=I_{c}\sum _{m=-\infty }^{\infty }J_{m}(a)\sin(\varphi _{0}+(n+m)\omega t)}
Els components de corrent altern són:
{\displaystyle V_{DC}=n{\frac {\hbar }{2e}}\omega }
{\displaystyle I_{DC}=I_{c}J_{-n}(a)\sin \varphi _{0}.}
Això significa que una unió de Josephson pot actuar com un convertidor de freqüència a tensió perfecte, que és la base teòrica de l'estàndard de tensió Josephson.

## La inductància Josephson
Quan el corrent i la fase Josephson varien al llarg del temps, la caiguda de tensió a través de la unió també variarà en conseqüència; Com es mostra a la derivació a continuació, les relacions de Josephson determinen que aquest comportament es pot modelar mitjançant una inductància cinètica anomenada inductància Josephson.
S'han de reescriure les relacions de Josephson de la següent manera:
{\displaystyle {\begin{aligned}{\frac {\partial I}{\partial \varphi }}&=I_{c}\cos \varphi ,\\{\frac {\partial \varphi }{\partial t}}&={\frac {2\pi }{\Phi _{0}}}V.\end{aligned}}}
Ara, s'ha d'aplicar la regla de la cadena per calcular la derivada del temps del corrent:
{\displaystyle {\frac {\partial I}{\partial t}}={\frac {\partial I}{\partial \varphi }}{\frac {\partial \varphi }{\partial t}}=I_{c}\cos \varphi \cdot {\frac {2\pi }{\Phi _{0}}}V,}
Reorganitzant el resultat anterior en forma de la característica corrent-tensió d'un inductor:
{\displaystyle V={\frac {\Phi _{0}}{2\pi I_{c}\cos \varphi }}{\frac {\partial I}{\partial t}}=L(\varphi ){\frac {\partial I}{\partial t}}.}
Això dona l'expressió de la inductància cinètica en funció de la fase Josephson:
{\displaystyle L(\varphi )={\frac {\Phi _{0}}{2\pi I_{c}\cos \varphi }}={\frac {L_{J}}{\cos \varphi }}.}
Aquí, {\displaystyle L_{J}=L(0)={\frac {\Phi _{0}}{2\pi I_{c}}}} és un paràmetre característic de la unió Josephson, anomenat inductància Josephson.
S'ha de en compte que tot i que el comportament cinètic de la unió Josephson és similar al d'un inductor, no hi ha cap camp magnètic associat. Aquest comportament es deriva de l'energia cinètica dels portadors de càrrega, en lloc de l'energia en un camp magnètic.

## L'energia Josephson
A partir de la similitud de la unió Josephson amb un inductor no lineal, es pot calcular l'energia emmagatzemada en una unió Josephson quan hi passa un supercorrent.
El supercorrent que flueix a través de la unió està relacionat amb la fase Josephson per la relació corrent-fase (current-phase relation, CPR):
{\displaystyle I=I_{c}\sin \varphi .}
L'equació d'evolució de la fase superconductora és anàloga a la llei de Faraday:
{\displaystyle V=\operatorname {d} \!\Phi /\operatorname {d} \!t\,.}
Suposem que al temps {\displaystyle t_{1}}, la fase Josephson és {\displaystyle \varphi _{1}}; En un moment posterior {\displaystyle t_{2}}, la fase Josephson evoluciona cap a {\displaystyle \varphi _{2}}. L'augment d'energia a la unió és igual al treball realitzat a la unió:
{\displaystyle \Delta E=\int _{1}^{2}IV\operatorname {d} \!{t}=\int _{1}^{2}I\operatorname {d} \!\Phi =\int _{\varphi _{1}}^{\varphi _{2}}I_{c}\sin \varphi \operatorname {d} \!\left(\Phi _{0}{\frac {\varphi }{2\pi }}\right)=-{\frac {\Phi _{0}I_{c}}{2\pi }}\Delta \cos \varphi \,.}
Això mostra que el canvi d'energia a la unió Josephson depèn només de l'estat inicial i final de la unió i no del camí. Per tant, l'energia emmagatzemada en una unió Josephson és una funció d'estat, que es pot definir com:
{\displaystyle E(\varphi )=-{\frac {\Phi _{0}I_{c}}{2\pi }}\cos \varphi =-E_{J}\cos \varphi \,.}
Aquí, {\displaystyle E_{J}=|E(0)|={\frac {\Phi _{0}I_{c}}{2\pi }}} és un paràmetre característic de la unió Josephson, anomenada energia Josephson. Està relacionat amb la inductància Josephson per {\displaystyle E_{J}=L_{J}I_{c}^{2}}. També s'utilitza sovint una definició alternativa però equivalent: {\displaystyle E(\varphi )=E_{J}(1-\cos \varphi )}.
De nou, també s'ha de tenir en compte que un inductor de bobina magnètica no-lineal acumula energia potencial en el seu camp magnètic quan hi passa un corrent; Tanmateix, en el cas de la unió Josephson, cap camp magnètic no es crea per un supercorrent; l'energia emmagatzemada prové de l'energia cinètica dels portadors de càrrega.

## El model RCSJ
El model d'unió de derivació de capacitat resistiva (en anglès, Resistively Capacitance Shunted Junction o RCSJ), o simplement model d'unió de derivació, inclou l'efecte de la impedància de corrent altern d'una unió Josephson real a sobre de les dues relacions bàsiques de Josephson esmentades anteriorment.
Segons el teorema de Thévenin, la impedància de corrent altern de la unió es pot representar per un condensador i una resistència de derivació, tots dos paral·lels a la unió Josephson ideal. L'expressió completa de la unitat actual {\displaystyle I_{\text{ext}}} esdevé:
{\displaystyle I_{\text{ext}}=C_{J}{\frac {\operatorname {d} \!V}{\operatorname {d} \!t}}+I_{c}\sin \varphi +{\frac {V}{R}},}
on el primer terme és el corrent de desplaçament amb {\displaystyle C_{J}} - capacitat efectiva, i el tercer és el corrent normal amb {\displaystyle R} -resistència efectiva de la unió.

## Profunditat de penetració de Josephson
La profunditat de penetració de Josephson caracteritza la longitud típica en què un camp magnètic aplicat externament penetra a la unió llarga de Josephson. Normalment es denota com {\displaystyle \lambda _{J}} i ve donada per la següent expressió (en SI):
{\displaystyle \lambda _{J}={\sqrt {\frac {\Phi _{0}}{2\pi \mu _{0}d'j_{c}}}},}
on {\displaystyle \Phi _{0}} és el quàntic de flux magnètic, {\displaystyle j_{c}} és la densitat crítica del supercorrent (A/m²), i {\displaystyle d'} caracteritza la inductància de l'elèctrode superconductor
{\displaystyle d'=d_{I}+\lambda _{1}\tanh \left({\frac {d_{1}}{2\lambda _{1}}}\right)+\lambda _{2}\tanh \left({\frac {d_{2}}{2\lambda _{2}}}\right),}
on {\displaystyle d_{I}} és el gruix de la barrera Josephson (generalment aïllant), {\displaystyle d_{1}} i {\displaystyle d_{2}} són els gruixos dels elèctrodes superconductors, i {\displaystyle \lambda _{1}} i {\displaystyle \lambda _{2}} són les seves profunditats de penetració de London. La profunditat de penetració de Josephson sol oscil·lar entre uns quants μm a diversos mm si la densitat crítica del supercorrent és molt baixa.